# مصطفى دزيمليف
مصطفى عبدالجميل جميلوف (بالتتارية: Mustafa Abdülcemil Cemilev) مواليد 13 نوفمبر 1943 في القرم(بالأوكرانية: Мустафа́ Абдульджемі́ль Джемі́лєв) هو الرئيس السابق لمجلس شعب تتار القرم وعضوا في البرلمان الأوكراني منذ عام 1998 و زعيم بالقرم ومنشق عن الاتحاد السوفيتي.